# Vasavere jõgi
Vasavere jõgi är en å i landskapet Ida-Virumaa i nordöstra Estland. Den är ett högerbiflöde till Pühajõgi och är 16 km lång. Åns källa är sjön Kurtna Suurjärv i Alutaguse kommun. Den rinner norrut genom sjön Rääkjärv vid byn Vasavere, utgör gränsflod mellan Jõhvi kommun och Toila kommun innan den sammanflödar med Pühajõgi vid staden Kohtla-Järve. Pühajõgi mynnar i Finska viken 8 km norr om sammanflödet.